# Lower Prince
Lower Prince es un barrio en San Martín, en el Reino de los Países Bajos. Tiene una población de 8 143 habitantes, lo que lo convierte en la isla más poblada de San Martín.